# Feliciano Muñoz Rivilla
Feliciano Muñoz Rivilla (Àvila, 21 d'agost de 1936 - Madrid, 6 de novembre de 2017) fou un futbolista espanyol de les dècades de 1950 i 1960.
Començà la seva carrera al Real Ávila CF, passant al Reial Múrcia CF a Segona Divisió als 17 anys. Passà la major part de la seva carrera a l'Atlètic de Madrid, amb 356 partits oficials disputats en 15 anys. Fitxà pel club el 1954, que el cedí a Plus Ultra i Rayo Vallecano. Guanyà diversos títols grans, entre ells la lliga de la temporada 1965-66.
Rivilla fou 26 cops internacional amb la selecció espanyola entre el 10 de juliol de 1960 davant Perú, i el 1965. Participà en la Copa del Món de 1962 i 1966 i fou campió d'Europa el 1964.

## Palmarès
Atlètic de Madrid
- Lliga espanyola:
  - 1965-66
- Copa espanyola:[9]
  - 1959-60, 1960-61, 1964-65
- Recopa d'Europa de futbol:[5][10]
  - 1961-62

Espanya
- Eurocopa de futbol
  - 1964